# Yphthimoides mimas
Yphthimoides mimas är en fjärilsart som beskrevs av Frederick DuCane Godman 1905. Yphthimoides mimas ingår i släktet Yphthimoides och familjen praktfjärilar. Inga underarter finns listade i Catalogue of Life.